# Robert Jenkinson (2e comte de Liverpool)
Pour les articles homonymes, voir Robert Jenkinson et Jenkinson.
Robert Banks Jenkinson, 2e comte de Liverpool, né le 7 juin 1770 à Londres et mort le 4 décembre 1828 à Kingston upon Thames, est un homme d'État britannique qui est Premier ministre du Royaume-Uni durant plus de 14 ans, de 1812 à 1827.
En tant que Premier ministre, il appelle à des mesures répressives au niveau national pour maintenir l'ordre après le massacre de Peterloo de 1819. Il traite sans heurts avec le prince régent lorsque le roi George III est frappé d'incapacité. Il dirige également le pays à travers la période de radicalisme et de troubles qui suit les guerres napoléoniennes, favorise les intérêts commerciaux et manufacturiers ainsi que les intérêts fonciers et cherche un compromis sur la brûlante question de l'émancipation des catholiques. La relance de l'économie renforce sa position politique : dans les années 1820, il est le chef d'une faction réformatrice de « conservateurs libéraux » qui abaisse les tarifs, abolit la peine de mort pour de nombreux délits et réforma le droit pénal. Au moment de sa mort, cependant, le parti conservateur, qui avait dominé la Chambre des communes pendant plus de 40 ans, se déchirait.
L'historien John Derry dit que Liverpool est :

« Un homme d'État apte et intelligent, dont l'habileté à bâtir son parti, à mener le pays à la victoire dans la guerre contre Napoléon et à jeter les bases de la prospérité l'emporta sur son impopularité dans les années qui suivirent immédiatement Waterloo. »

Son mandat en tant que Premier ministre est principalement marqué par la guerre anglo-américaine de 1812, les sixième et septième coalitions contre l'Empire français, la conclusion des guerres napoléoniennes au congrès de Vienne, les Corn Laws, le massacre de Peterloo, l'Acte trinitaire de 1812 et la question émergente de l'émancipation catholique. Les historiens le classent en bonne position parmi tous les premiers ministres britanniques, mais Liverpool est également surnommé « l'archi-médiocre » par un Premier ministre conservateur plus tardif, Benjamin Disraeli.

## Jeunesse
Robert Jenkinson est baptisé le 29 juin 1770 en l'église Sainte-Marguerite de Westminster. Il est le fils d'un proche conseiller du roi George III, Charles Jenkinson, qui devient plus tard 1er comte de Liverpool, et de sa première épouse, Amelia Watts, fille d'un haut fonctionnaire de la Compagnie britannique des Indes orientales, William Watts, et de son épouse Begum Johnson. La mère de Jenkinson, âgée de 19 ans, décéda des suites de l'accouchement un mois après ce dernier. Par l'intermédiaire de la grand-mère maternelle, Isabella Beizor, Jenkinson descend de colons portugais en Inde.
Jenkinson fait ses études à Charterhouse School et à Christ Church à Oxford. À l'été 1789, il passe quatre mois à Paris pour perfectionner son français et élargir son expérience sociale. Il retourne à Oxford pendant trois mois pour terminer ses études et est diplômé ès lettres en mai 1790.

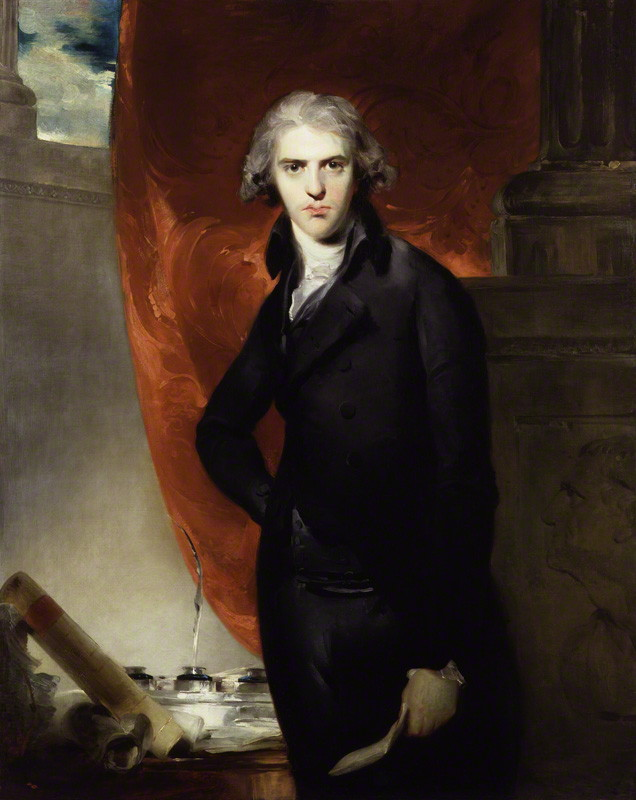
Robert Jenkinson par Thomas Lawrence dans les années 1790.

Il remporte l'élection à la Chambre des communes en 1790 pour Rye, siège qu'il occupe jusqu'en 1803. N'ayant pas encore l'âge nécessaire pour entrer au Parlement, il s'abstient toutefois de siéger dans l'immédiat et consacra l'hiver et le début du printemps suivants à visiter les Pays-Bas et l'Italie. À son retour, il est assez âgé pour occuper son siège au Parlement. La date de son arrivée à la Chambre des communes n'est pas connue avec précision, mais étant donné qu'il ne fête son vingt-et-unième anniversaire qu'à la toute fin de la session de 1791, il est possible qu'il ait attendu l'année suivante.
Grâce à l'influence de son père et à son talent politique, Jenkinson connait une ascension plutôt rapide au sein du gouvernement conservateur. En février 1792, il répond à la motion critique de Samuel Whitbread sur la politique russe du gouvernement et prononce plusieurs autres discours au cours de la session, dont un contre l'abolition de l'esclavage, qui reflète la forte opposition de son père à la campagne de William Wilberforce. Il est membre du Conseil de contrôle de l'Inde de 1793 à 1796.
Dans l'agitation qui suit le déclenchement des hostilités avec la France, Jenkinson est l'un des premiers ministres du gouvernement à s'enrôler dans la milice. Il devient colonel aux Cinque Ports Fencibles en 1794 et s'absente fréquemment des Communes du fait de ses obligations militaires. Son régiment est envoyé en Écosse en 1796 et est cantonné pendant un certain temps à Dumfries.

### Massacre de Tranent, 1797
En 1797, Jenkinson est le chef des dragons légers de Cinque Ports, qui sont chargés de réprimer une manifestation contre la loi sur la milice à Tranent dans l'East Lothian : douze civils sont tués. En 1810, Jenkinson est nommé colonel de la milice.
Son activité parlementaire est également obérée par le conflit qui l'oppose à son père, hostile au projet de mariage de son fils avec Louisa Hervey, fille du comte de Bristol. Après l'intervention de William Pitt et du roi en sa faveur, le mariage a finalement lieu à Wimbledon le 25 mars 1795. Lorsque son père est nommé comte de Liverpool en mai 1796, Jenkinson prend le titre de courtoisie de Lord Hawkesbury et continue de siéger aux Communes. Il devient baron Hawkesbury à part entière et est élevé à la Chambre des lords en novembre 1803, en reconnaissance de son travail en tant que ministre des Affaires étrangères. Il est en outre maître de la monnaie (Master of the Mint) de 1799 à 1801.

## Membre du gouvernement

### Secrétaire d'État aux Affaires étrangères et ministre de l'Intérieur
Il intègre le gouvernement d'Henry Addington en 1801 en tant que secrétaire d'État aux Affaires étrangères. À ce titre, il négocie la paix d'Amiens avec la France en 1802. La majeure partie de son activité au ministère est consacrée à la gestion des relations avec la France et les États-Unis. Il aurait aimé que le procès que Napoléon voulait faire à Jean-Gabriel Peltier n'ait pas lieu, celui-ci lui reprochait les commentaires agressifs parus dans le journal Paris pendant l'année1802, édité à Londres. La condamnation sera sans conséquence pour le journaliste.
Il est maintenu au cabinet en qualité de secrétaire d'État à l'Intérieur dans le deuxième gouvernement de William Pitt le Jeune. Alors que Pitt est gravement malade, Jenkinson prend en charge les affaires du pays et rédige le discours du roi pour l'ouverture officielle du Parlement. À la mort de William Pitt en 1806, George III propose de le nommer au poste de Premier ministre, mais Jenkinson refuse, car il pensait ne pas avoir une majorité suffisante pour gouverner. Il est ensuite chef de l'opposition sous le ministère de Lord Grenville (la seule fois où Jenkinson n'occupe aucune fonction gouvernementale entre 1793 et après sa retraite). En 1807, il reprend le portefeuille de l'Intérieur dans le gouvernement du duc de Portland.

### Secrétaire d'État à la Guerre et aux Colonies
Deux ans plus tard, Jenkinson, devenu comte de Liverpool à la mort de son père en 1808, accepte le poste de secrétaire d'État à la Guerre et aux Colonies dans le gouvernement de Spencer Perceval. Dès son entrée en fonction, il doit obtenir du général Arthur Wellesley l'assurance que sa petite armée est capable de résister à une attaque française afin de persuader le cabinet de continuer à financer le maintien de ses troupes au Portugal.

## Premier ministre du Royaume-Uni

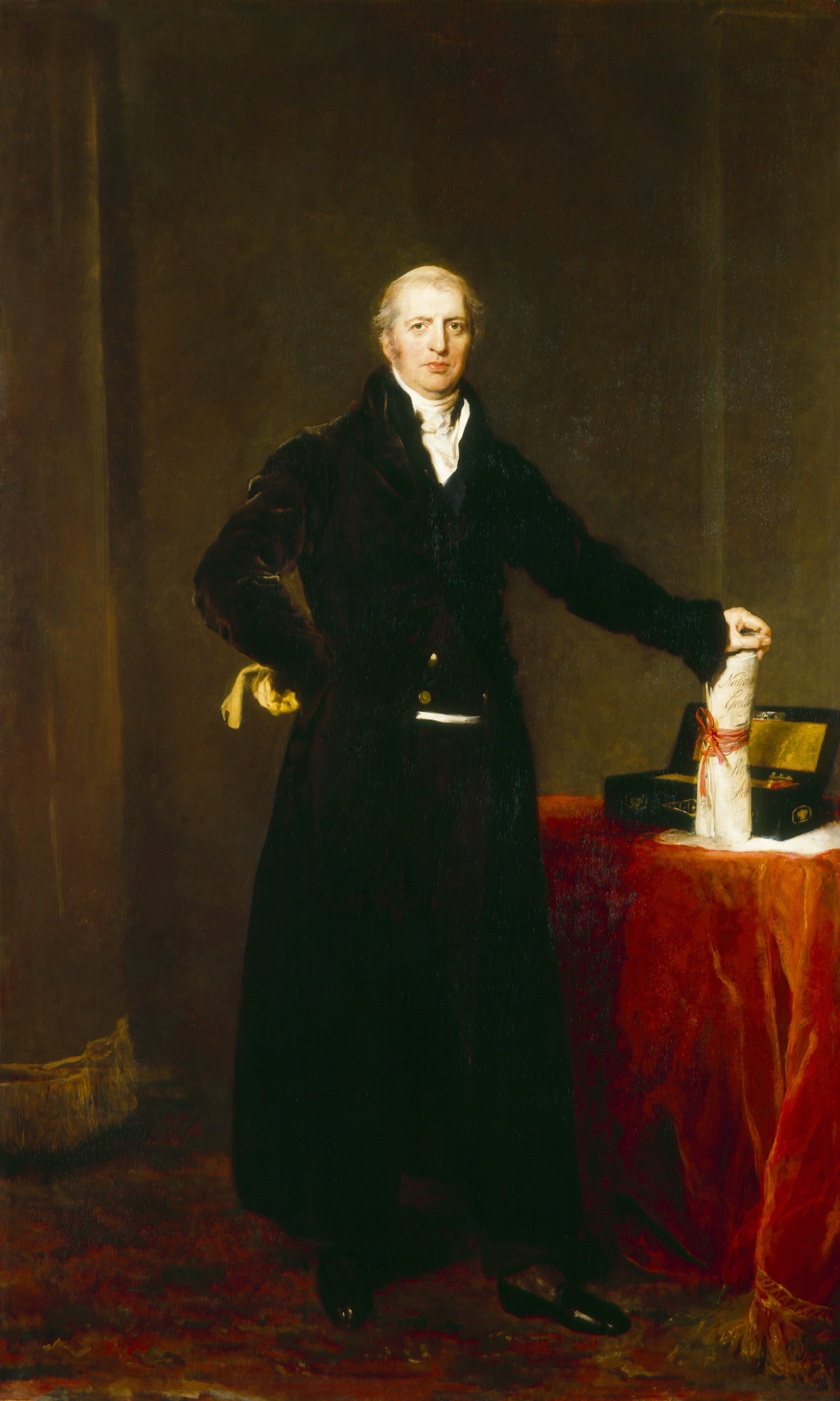
Robert Jenkinson, 2e comte de Liverpool, huile sur toile de Thomas Lawrence, avant 1827, National Portrait Gallery, Londres.

Lorsque Perceval est assassiné en mai 1812, George, le prince régent tente successivement de nommer quatre hommes pour lui succéder, mais aucun ne parvient à former un ministère. Liverpool, qui n'est que le cinquième choix du prince régent pour le poste, accepte cette mission à contrecœur le 8 juin 1812 : formellement désigné dans un premier temps par le cabinet pour succéder à Perceval, et alors que Lord Castlereagh est nommé leader de la Chambre des communes, un vote défavorable à la Chambre basse contraint les deux hommes à donner leur démission. Le prince régent estime cependant qu'il est impossible de former une coalition différente et confirme Liverpool dans ses fonctions de chef du gouvernement le 8 juin. Son ministère rassemble un certain nombre de futurs grands dirigeants britanniques, tels que Lord Castlereagh, George Canning, Arthur Wellesley, Robert Peel et William Huskisson. Liverpool se forge une réputation d(homme politique habile, capable d'unir les ailes libérales et réactionnaires du Parti conservateur, ce que ses successeurs Canning, Goderich et Wellington ont toujours eu beaucoup de mal à faire.

### Guerres napoléoniennes et congrès de Vienne
Le ministère de Liverpool est long et mouvementé. La guerre de 1812 avec les États-Unis et les dernières campagnes contre la France de Napoléon ont lieu au cours de son mandat. L'engagement britannique sur le continent européen est particulièrement prononcé dans la péninsule Ibérique, où se bat l'armée du général Wellington. La France est vaincue en 1814 et Liverpool se voit décerner l'ordre de la Jarretière. Lors des négociations de paix qui suivent, la principale préoccupation de Liverpool est d'obtenir une paix européenne qui garantisse l'indépendance des Pays-Bas, de l'Espagne et du Portugal et ramènerait la France à l'intérieur de ses frontières d'avant 1792 sans porter atteinte à son intégrité nationale. Pour y parvenir, il est prêt à rendre toutes les conquêtes coloniales faites par l'Angleterre pendant le conflit. Au congrès de Vienne, il approuve rapidement l'initiative audacieuse de Castlereagh de conclure une alliance défensive avec l'Autriche et la France en janvier 1815. À l'issue de la tentative de retour au pouvoir de Napoléon, mise en échec par la défaite de ce dernier à la bataille de Waterloo face aux armées anglo-prussiennes en juin de la même année, la paix est rétablie pour de nombreuses années en Europe.

### Adoption desCorn Lawset problèmes internes
En dépit de la situation avantageuse du Royaume-Uni au sortir des guerres napoléoniennes, le pays est secoué par des problèmes internes. Le gouvernement Liverpool adopte dès 1815 une première loi destinée à protéger l'agriculture britannique (Corn Law), interdisant l'importation de blé étranger jusqu'à ce que le prix intérieur atteigne un niveau minimum acceptable. Par la suite, les bonnes récoltes faites entre 1819 et 1822 font baisser les prix et suscitent un engouement en faveur d'un protectionnisme élargi. Le puissant lobby agricole au Parlement s'étant fait l'écho de telles revendications, Liverpool cède à la nécessité politique et soutient l'entrée en vigueur de nouvelles lois protectionnistes. Bien que partisan du libre-échange, le Premier ministre considère que ces mesures — à ses yeux temporaires — faciliteraient la transition vers une économie de temps de paix. 
Son principal problème en la matière est celui des finances nationales. Les intérêts de la dette publique, massivement gonflés par les dépenses énormes des dernières années de guerre et auxquelles s'ajoutent les pensions militaires, absorbent la plus grande partie des recettes publiques. Le refus de la Chambre des communes, en 1816, de maintenir l'impôt sur le revenu instauré en temps de guerre ne laisse pas d'autre choix aux ministres que de continuer avec la spirale ruineuse de l'emprunt pour faire face aux dépenses annuelles nécessaires. Liverpool appuie en définitive le retour à l'étalon-or en 1819.
Inévitablement, les impôts augmentent pour compenser les emprunts et rembourser la dette, ce qui engendre de nombreux troubles entre 1812 et 1822. À cette époque, un mouvement clandestin connu sous le nom de luddisme se fait remarquer en brisant des machines destinées aux industries textiles de la West Riding of Yorkshire. Tout au long de la période 1811-1816, les destructions de machines se multiplient et bon nombre d'inculpés sont exécutés.

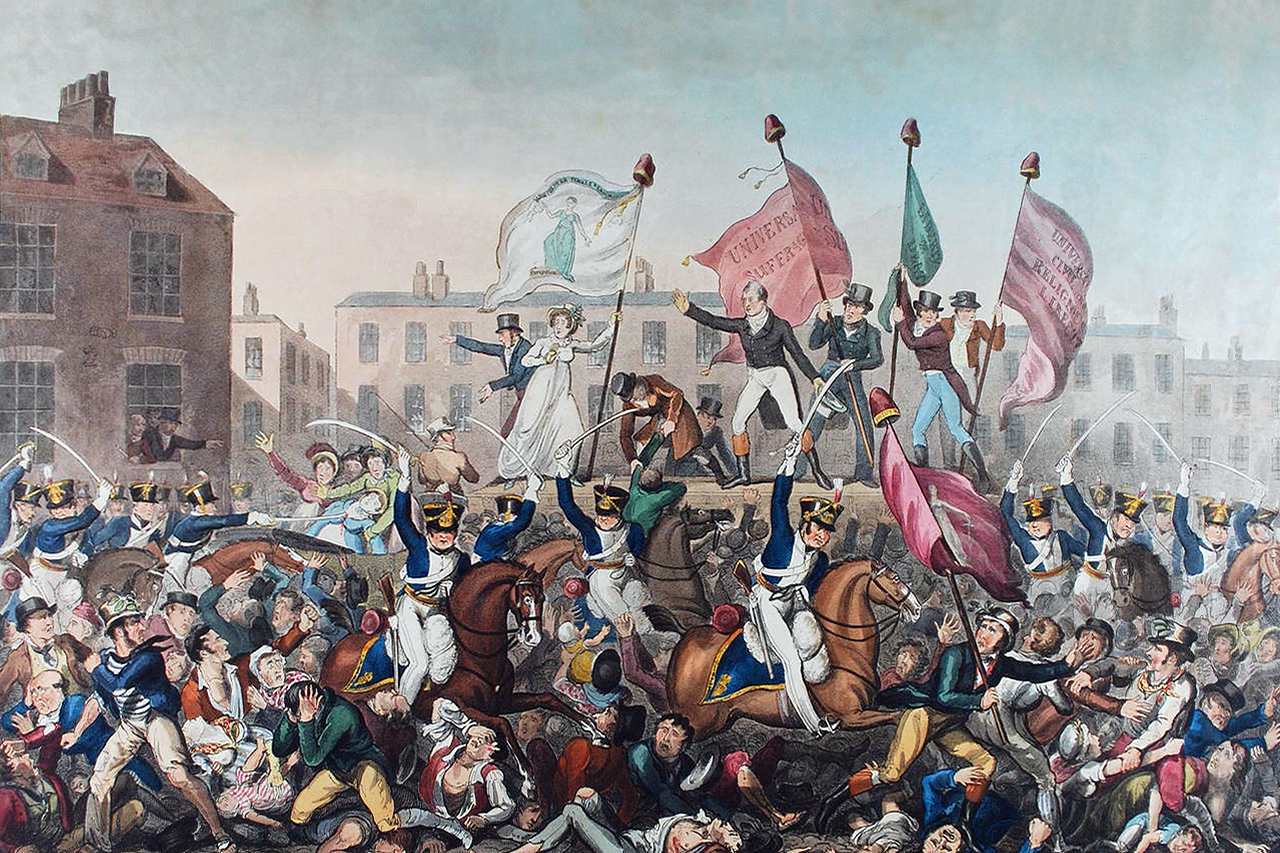
Impression en couleur de Richard Carlile représentant la charge de la cavalerie britannique lors du massacre de Peterloo en 1819.

Les rapports des comités secrets que Liverpool obtient en 1817 indiquent l'existence d'un réseau organisé de sociétés politiques désaffectées, en particulier dans les régions manufacturières. Jenkinson déclare à Robert Peel que la désaffection dans le pays semble encore pire qu'en 1794. En raison de cette menace potentiellement dangereuse pour le gouvernement, l'habeas corpus est provisoirement suspendu en Grande-Bretagne en 1817 puis en Irlande en 1822. À la suite du massacre de Peterloo en 1819, le gouvernement Liverpool impose la loi répressive des Six Actes qui limite, entre autres, la liberté d'expression et le droit de se rassembler pour des manifestations pacifiques. En 1820, à la suite de ces mesures, le Premier ministre et d'autres membres du cabinet font l'objet de tentatives d'assassinat dont l'une des plus importantes est la conspiration de Cato Street, finalement déjoué.
Le comte de Liverpool plaide pour l'abolition de l'esclavage au congrès de Vienne. Au niveau national, il soutient l'abrogation des lois sur le regroupement interdisant aux travailleurs de se regrouper en syndicats en 1824.

### Émancipation catholique
Au cours du XIXe siècle, et en particulier sous le mandat de Liverpool, l'émancipation catholique est une source de grands conflits. En 1805, dans sa première déclaration importante sur le sujet, le Premier ministre soutient que la relation spéciale du monarque avec l'Église d'Angleterre et le refus des catholiques romains de prêter le serment de suprématie justifient leur exclusion du pouvoir politique. Tout au long de sa carrière, il reste opposé à l'idée d'émanciper les catholiques, même s'il est favorable à des concessions marginales pour assurer la stabilité de la nation.
La mise à l'écart de cette question par le cabinet à partir de 1812, suivie en 1813 par la défaite du Roman Catholic Relief Bill, apporte une période de calme. Liverpool approuve des changements mineurs tels que l'admission des catholiques romains anglais aux rangs supérieurs des forces armées, de la magistrature et de la vie politique mais il demeure hostile à leur entrée au Parlement. Dans les années 1820, la pression de l'aile libérale des Communes et la montée en puissance de l'Association catholique en Irlande relancent la controverse.
Au moment du vote du Catholic Relief Bill de Francis Burdett en 1825, l'émancipation semble à portée de la main. En effet, l'adoption du projet de loi aux Communes en avril, suivie de l'offre de démission du secrétaire à l'Intérieur Robert Peel, convainc finalement Liverpool de se retirer. La nécessité de son départ se fait encore plus ressentir lorsque George Canning réclame un soutien franc du gouvernement au projet de loi. Liverpool quitte alors le pouvoir et est remplacé par Canning. L'émancipation catholique n'est cependant pas pleinement mise en œuvre avant les changements majeurs du Roman Catholic Relief Act 1829 sous la direction du duc de Wellington et de Robert Peel, et avec le travail de l'Association catholique créée en 1823.

## Dernières années
La première épouse de Jenkinson, Louisa, meurt à 54 ans. Il se remarie le 24 septembre 1822, avec Mary Chester, une amie de longue date de Louisa. Liverpool prend finalement sa retraite le 9 avril 1827 après avoir subi une grave hémorragie cérébrale à sa résidence de Fife House à Whitehall deux mois plus tôt, et demande au roi de lui chercher un successeur. Il subit un autre accident vasculaire cérébral mineur en juillet, après quoi il s'attarde à Coombe avant d'essuyer une troisième attaque le 4 décembre 1828, à laquelle il succombe. Décédé sans enfant, c'est son jeune demi-frère Charles qui lui succède comme comte de Liverpool. Il est enterré dans l'église paroissiale de Hawkesbury dans le South Gloucestershire, à côté de son père et de sa première femme. Son patrimoine personnel est évalué à moins de 120 000 £.

## Héritage
L'historien Robert Seton-Watson résume les forces et les faiblesses du comte de Liverpool :

« Personne n'oserait considérer Liverpool comme un homme de génie, mais il avait un tact, une fermeté et une endurance auxquelles les historiens ont rarement rendu pleinement justice ; et c'est ainsi qu'il a occupé le poste de Premier ministre deux fois plus longtemps que n'importe lequel des successeurs de Pitt, bien après le rétablissement de la paix en Europe. L'une des raisons de sa prédominance était sa vision inégalée de l'ensemble de l'appareil gouvernemental, ayant successivement occupé tous les secrétariats d'État, et testé l'efficacité et les relations mutuelles des politiciens et des fonctionnaires […] Il avait une connaissance des affaires étrangères beaucoup plus étendue que bon nombre de ceux qui ont occupé sa haute fonction. »

Jenkinson est le premier chef de gouvernement britannique à porter régulièrement des pantalons longs au lieu de culottes. Il entre en fonction à l'âge de 42 ans et 1 jour, précocité qu'aucun de ses successeurs n'a jamais égalé ou dépassé. Liverpool exerce les fonctions de Premier ministre pendant 14 ans et 305 jours, ce qui fait de lui le Premier ministre à la plus grande longévité du XIXe siècle.
À Londres, la gare de Liverpool Street et Liverpool Road à Islington, portent le nom du comte de Liverpool. La ville canadienne de Hawkesbury en Ontario, la rivière Hawkesbury et les plaines de Liverpool, la ville de Liverpool en Nouvelle-Galles du Sud et la rivière Liverpool dans le Territoire du Nord en Australie ont également été nommées d'après Jenkinson.

## Ministère de Jenkinson (1812–1827)
- Robert Jenkinson - premier lord du Trésor et Leader de la Chambre des lords
- John Scott - lord grand chancelier
- Dudley Ryder - lord président du Conseil
- John Fane - lord du sceau privé
- Henry Addington - secrétaire d'État à l'Intérieur
- Robert Stewart - secrétaire d'État aux Affaires étrangères et leader de la Chambre des communes
- Henry Bathurst - secrétaire d'État à la Guerre et aux Colonies
- Robert Dundas - Premier lord de l'Amirauté
- Nicholas Vansittart - chancelier de l'Échiquier
- Henry Phipps - Master-General of the Ordnance
- Robert Hobart - président de la commission de contrôle
- Charles Bathurst - chancelier du duché de Lancastre
- John Pratt - ministre sans portefeuille

### Changements
- Fin 1812 - John Pratt quitte le cabinet.
- Septembre 1814 - William Wellesley-Pole, le Maître de la Monnaie, entre au Cabinet.
- Février 1816 - George Canning succède à Robert Hobart au Conseil de contrôle.
- Janvier 1818 - Frederick John Robinson, le Président de la Chambre de commerce, entre au Cabinet.
- Janvier 1819 - Arthur Wellesley succède à Henry Phipps en tant que maître général de l'artillerie. Henry Phipps devient ministre sans portefeuille
- 1820 - Henry Phipps quitte le cabinet.
- Janvier 1821 - Charles Bathurst succède à George Canning en tant que président de la commission de contrôle tout en restant chancelier du duché de Lancaster.
- Janvier 1822 - Robert Peel succède à Henry Addington au poste de secrétaire d'État à l'Intérieur.
- Février 1822 - Charles Williams-Wynn succède à Charles Bathurst à la présidence de la commission de contrôle. Charles Bathurst reste cependant chancelier du duché de Lancastre et au Cabinet.
- Septembre 1822 - À la suite du suicide de Robert Stewart, George Canning devient secrétaire d'État aux Affaires étrangères et leader de la Chambre des communes.
- Janvier 1823 - Nicholas Vansittart succède à Charles Bathurst en tant que chancelier du duché de Lancaster. Frederick John Robinson succède à Nicholas Vansittart comme chancelier de l'Échiquier. Il est remplacé à la président de la Chambre de commerceau par William Huskisson.
- 1823 - William Wellesley-Pole, le maître de la monnaie, quitte le cabinet. Son successeur au bureau n'est pas membre du Cabinet.